# Mesjachte Tqibuli
Mesjachte Tqibuli är en georgisk fotbollsklubb baserad i Tqibuli. Klubben har tidigare varit känd under namnet Okriba Tqibuli. Klubben spelar för närvarande (säsongen 2010/2011) i Georgiens andradivision, Pirveli Liga.